# 反露
反露（はんろ）あるいはルソフォビアとは、ロシア連邦あるいはロシア人、ロシア文化などに対して抱かれる反感意識、不信感、批判的態度を指す。対義語は親露。当項目では反ソも扱う。

## 概要
国によってはしばしば反共主義（反ボリシェヴィキ）や反ソ主義と結びついており、反露と反ソは重なる部分も多いものの、完全に一致する概念ではない。ロシア人の中にも、白系ロシア人に代表されるように反ボリシェヴィストは多数存在し、それに対するソビエト連邦は反露主義のひとつである反ロシア民族主義の政策を基本としていた。
現在のロシア連邦においては、ウラジーミル・プーチンに代表されるロシア人の中で、旧ソ連とみなされる地域における所謂カラー革命や中東におけるアラブの春のような民衆による自発的な行動・NGO運動なども、「すべては西側の反露的陰謀」だとする陰謀論的観念が蔓延している。
2022年にはロシアのウクライナ侵攻によって、被侵略国のウクライナは言うまでもなく、世界各地で対露感情が急激に悪化しており、ロシアから離れたロシア語話者は多くの嫌がらせ、あからさまな敵意、差別を受けている。

## ロシアへの影響
ロシアにとってウクライナやジョージアなどの旧ソ連地域に反露国家が成立することは脅威であり、NATO加盟に繋がるのを恐れている。
2023年12月にはロシア政府の立法活動委員会が刑法にルソフォビアに対する刑事罰規定を取り入れる提案を支持しており、これはロシア国外の当局者や国際機関の職員、外国の国民が公的な立場を利用してロシア国外で差別的な行為を行った場合に責任を問うものであるが、実際にどのような行為が差別的行為となるのかは示されていない。

## 各国における反露
全般的にはNATO加盟国は反露国家であるともいわれる。同じくNATOに加盟しているブルガリアは比較的親露的であるとされるが、同国が2017年にロシアを安全上の脅威として名指しした事例もある。UKUSA協定を結び独自の諜報機関を共有している諸国は反露的である。また、中近東・アラブ世界においてはイランに代表されるようなシーア派諸国は親露的、スンニ派の湾岸諸国は親米国家であることから、反露的な傾向が強い。中南米諸国においては長年の間、「アメリカ合衆国の裏庭」と評されるほど、アメリカが政治的にも経済的にも深い関与を示していた地域であるが、その反動として反米左派政権が樹立した国は親露的な傾向が強くなる。

### アジア

#### 日本
日本との間には北方領土問題が存在する。
日本における反露感情は明治維新後にある。日露戦争開戦前は恐露であった。1900年（明治33年）、清で発生した義和団の乱で、共に八カ国連合軍として互いに勝利したメンバーであったがロシア帝国の存在を日本は恐れていたという。
日露戦争勝利後の日本は蔑露になった。1918年（大正7年）のシベリア出兵でも、この感情は消えなかった。第二次世界大戦後（冷戦）の日本は西側諸国（第一世界）陣営だったため、東側諸国（第二世界）陣営のソビエト連邦とは相容れない関係だった。
冷戦期の日本の反露・反ソは主にロシア（ソ連）による北方領土実効支配の批判で、8月9日の反ロデー（旧反ソデー）では主に北方領土に関係する街宣活動をする街宣右翼が多数存在する（街宣車に「北方領土奪還」といったスローガンを掲げる団体もある）。北方領土の日（2月7日）に行なわれた。ソ連時代はソ連が共産主義国家でもあったことから反共主義も結びついていた。
経済面では日本の高度経済成長によって、ソビエト連邦のGDPを上回り、経済的にソビエト連邦を大きく見下す日本人が増加した。1991年（平成3年）のソビエト連邦の崩壊によって、ロシアに対して脅威と感じる日本人は以前より減少したものの、ロシアによるウクライナ侵攻以降は再び脅威視されている。
2011年（平成23年）2月7日の北方領土の日にて、北方領土占領に抗議した右翼団体が在日ロシア大使館前でロシア国旗を破る行為が行われた。
2015年（平成27年）、日本国政府はウクライナなど旧ソ連4カ国で構成する「民主主義と経済発展のための機構GUAM」との実務者会合を東京都内で開催した。
2022年（令和4年）、ロシアがウクライナに全面的に軍事侵攻を行ったため、ウクライナに対して支援を行い、ロシアと関連の疑いのあるベラルーシに資産凍結など大規模な経済制裁を行った。
2023年（令和5年）、ロシアのアレクサンドル・パノフ元駐日大使はウクライナ侵攻を巡り日本の反露感情は、ソ連時代よりも強いと発言した。2023年の内閣府世論調査ではロシアに親しみを感じると回答した割合が過去最低の5％に落ち込み、1978年（昭和53年）の調査開始以来最低を記録した。
日本語には露助（ろすけ）というロシアへの侮蔑語がある。

#### 大韓民国
韓国では、反共主義の影響でロシアが北朝鮮や中国の協力国として見られ、強い嫌悪感や反露主義が存在する。

### 欧米

#### ポーランド
ポーランドは歴史的にロシアと対立が多く、世界有数の反露国として知られる。
歴史的な要因としてはロシア帝国時代のエカチェリーナ2世らによるポーランド分割、ソ連時代のスターリンによるポーランド侵攻やカティンの森事件、第二次世界大戦後の保護国化及び社会主義体制によるソ連の影響が挙げられる。
2014年クリミア危機ではウクライナに同調し、対ロシア制裁を欧州連合に求めている。

#### アメリカ
アメリカとソ連は第二次大戦では連合国としてヤルタ会談などで共闘したが、戦後は冷戦時代に突入しそれぞれが資本主義、共産主義の盟主・超大国として君臨した為に対立関係であった。
ソ連崩壊後もシリア内戦（ロシアはアサド政権を支持し、米国は反体制派側を支持）などで対立している。

#### カナダ
カナダではウクライナ西部のガリツィア地域をルーツに持つウクライナ系移民とその子孫がウクライナ国外では最も多く、在外ウクライナ民族主義組織によるロビー活動が盛んである。

#### 西欧諸国
イギリスやドイツといった主要国は、反ロシア勢力の拠点が置かれてある。
その他にもチェコ、スロバキア、スロベニア、クロアチア、フィンランド、ルーマニアも反露国家に含まれる。

### 中東

#### イスラエル
イスラエルの人々は、しばしばロシアの反政府勢力とのつながりも強い。ウクライナやジョージアのような旧ソ連構成国の反露勢力との関係も深いとされる。
一部のシオニズム系ラビは、エゼキエル書38章のマゴクをロシアなど東スラブ人の軍とみなし、ロシア軍のイスラエル侵攻が聖書に予言されていると主張している。
一方で、旧ロシア系勢力が正教会と結びついたり極右政党を結成するなど関係は複雑である。

#### サウジアラビア
サウジアラビアはアラブ世界では最も親米的な国であると同時に反露的な国とされる。

### 旧ソ連地域

#### ウクライナ
ウクライナでは西部、特にガリツィア地方は世界屈指の強固な反露地域でGUAM加盟国。
ロシアによるウクライナ侵攻前のウクライナ社会では、ウクライナ西部と中部では親欧米から反露感情が強いとされ、逆に東部はロシアとの交流から親露感情が強いと言われていた。
政治的にはクリミア半島（2014年クリミア危機）や東部の親露地域（ドネツク人民共和国、ルガンスク人民共和国を中心としたノヴォロシア人民共和国連邦）を巡ってロシアと対立し、ソ連崩壊後に加盟していた独立国家共同体（CIS）からの脱退を宣言している（CISは正式には認めていない）。
ウクライナの民族主義団体である右派セクターが反露・親米・親欧州を主張し、ロシアやロシア系ウクライナ人を敵視し、ロシアとの強い結びつきやロシア語の公用化に反対している。
2014年クリミア危機の8年後の2022年には、ロシアによるウクライナ侵攻という形で武力衝突に発展し、各国からロシアは制裁を受けるとともに、反露感情が急増している（先述）

#### ジョージア（グルジア）
ロシア語名の「グルジア（ロシア語表記、Грузия）」としても知られるジョージアはGUAM加盟国であり、国内で独立を主張した南オセチア共和国とアブハジア共和国の親露地域を巡りロシアと対立している。
同国政府は「グルジア（Грузия）」と言う外名の使用を取りやめるよう各国に要請しており、日本政府はこの要請を受けて2015年4月から外名を英語名の「ジョージア（Georgia）」に変更した。

#### モルドバ
モルドバはGUAM加盟国で沿ドニエストル共和国（親露地域）を巡りロシアと対立している。

#### アゼルバイジャン
GUAM加盟国の一つである。1990年1月に発生した黒い一月事件や、ナゴルノ・カラバフ戦争でロシアがアルメニア寄りの立場を表明したことが反露感情の主な要因となっている。

#### エストニア
エストニア国内には多くのロシア系住民（25％）を抱えており、2007年には首都タリンでロシア系による暴動が発生している。
歴史的にはロシア帝国から独立したが、第二次世界大戦後にはソ連に併合されてしまう。これにより独立後の2007年には鎌と槌の使用と掲揚が禁止された。同年のサイバー攻撃（DDoS攻撃）でロシアと対立し、NATOと協力し、ロシアによるサイバーテロ対策に乗り出した他、ロシア軍撤退後は西側諸国との関係を強めている。また旧ソ連構成国の中で、北朝鮮を国家として承認していないのは同国とウクライナのみである。

#### ラトビア
ラトビア国内には27%のロシア系住民（ラトビア人は62％）を抱えており、ロシア語話者が38％（公用語のラトビア語は58％）で非国民 (ラトビア)のロシア系住民を巡りロシアと対立している。
ロシア語はラトビアでは外国語としては重要視されているが、かつての占領国の言語であるロシア語が幅を利かせている状況はラトビア系住民から脅威とも捉えられており、2012年に行われたロシア語の第二公用語化の国民投票は74.8%の反対多数で否決された。

#### リトアニア
リトアニアは史的にロシアとの対立が長く、ロシア化の影響を強く受けたこともあり、反露感情が強い国の一つである。歴史的な経緯から、ロシアの軍事力の増大がリトアニアの安全を脅かしているとの意見が根強い。

#### アルメニア
2015年、ギュムリで第102軍事基地所属のロシア兵がアルメニア人の一家全員を殺害する事件が発生した。過去にもロシア兵が同様の行為を起こしていることもあって、反露感情は強まっている。

### アフリカ

#### 南アフリカ
南アフリカは冷戦時代にソ連の脅威への対抗意識から核武装していた（冷戦後に破棄）。しかし、冷戦後にソ連やユーゴスラビアといった東側諸国からの支援を受け、反アパルトヘイト闘争を戦っていたアフリカ民族会議（ANC）が与党となったため、同組織の最大の支援国であったソ連の後継国家であるロシアとの関係は今まで以上に良好なものとなっている。